# Projecte d'Estatut d'Autonomia de Catalunya de 1919

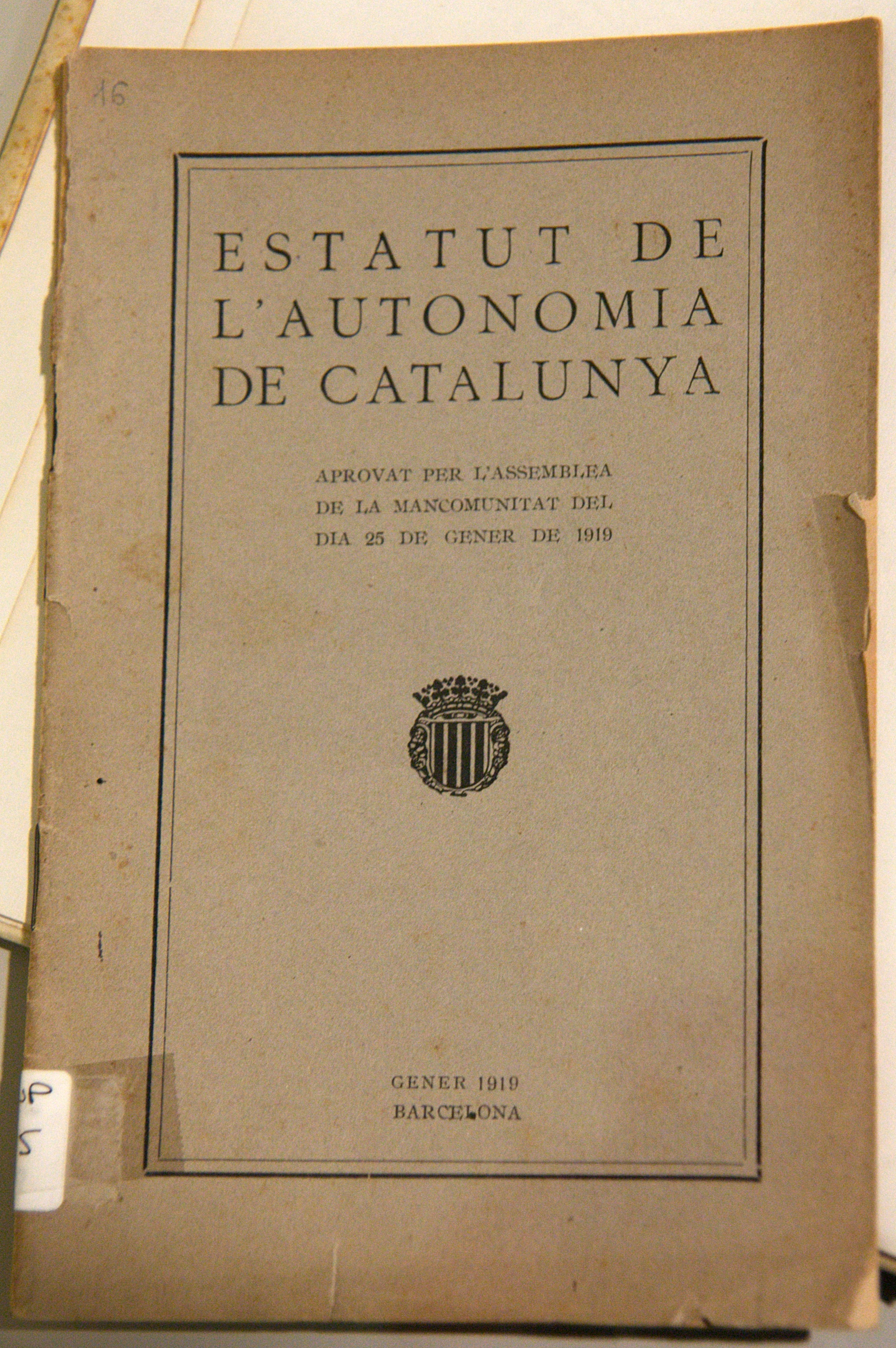
Edició del projecte d'Estatut publicat després de l'acte del Palau de la Música

El Projecte d'Estatut d'Autonomia de Catalunya de 1919 va ser aprovat per l'Assemblea de la Mancomunitat de Catalunya a Barcelona, el 24 i 25 de gener de 1919 amb el suport de tots els partits catalans: El Partit Republicà Català que prenia aquest Estatut com el seu objectiu principal, els radicals d'Alejandro Lerroux que li donaven suport, la Lliga Regionalista de Cambó que demanava una visió pragmàtica. Els liberals i conservadors (que era al govern espanyol) varen ometre la disciplina de vot de partit. Francesc Macià -parlant com independentista- afirmava que era un Estatut curt, però el millor que es podria aconseguir.
Francesc Cambó va ser l'encarregat de defensar a les Corts el projecte consensuat a Catalunya. La proposta no va ser aprovada i davant de la complexa situació social catalana, les Corts varen ser dissoltes.
La campanya per l'autonomia va ser el moment de màxima activitat i complicitat del catalanisme polític que recollia dins de la voluntat d'autogovern de Catalunya també les aspiracions municipalistes. Cambó va saber reconduir una situació separatista amb la petició d'autonomia, però la negativa del congrés i la poca voluntat monàrquica cap als sentiments catalans varen portar a Cambó a pronunciar la seva frase: "Monarquia? República? Catalunya!".

## Context
Quan Puig i Cadafalch va ocupar la presidència de la Mancomunitat de Catalunya, el 1917, va abordar la qüestió de l'autodeterminació aprofitant la inèrcia del resultat de la primera guerra mundial, en què s'havien creat nous estats en virtut del principi d'autodeterminació recollit en un dels catorze punts de Wilson. Francesc Cambó, líder de la Lliga i ministre al govern de Madrid, va liderar un moviment autonomista seguit per la Mancomunitat i els parlamentaris catalans a Madrid, preparant un Projecte d'Estatut d'Autonomia. Va ser un període en què la Lliga Regionalista s'havia implicat amb els governs de la monarquia (1917-1922) sense contrapartida i que havia fet un gir per a esdevenir un partit de dretes.
Paral·lelament, l'ambient social s'estava degradant arreu. La Revolució Bolxevic era un mirall per als moviments obrers que veien amb escepticisme els pocs resultats en matèria de concessions autonòmiques, tot i la fórmula col·laboracionista de la Lliga. Aquests quadres dirigents, varen pressionar als republicans i socialistes a rellançar una campanya per aconseguir l'autonomia de Catalunya.

D'altra banda, Francesc Macià, cap visible de l'independentisme, havia manifestat a les Corts durant la legislatura de 1918: 
| « | Jo només us dic que nosaltres volem formar una nacionalitat lliure i independent perquè aquesta nacionalitat catalana pugui assistir a la Lliga de les Nacions, portant allí la seva civilització i la seva cultura. | » |

## El procés
Quan el novembre de 1918 es començà a identificar la reivindicació d'una major autonomia, varen aparèixer diferents posicionaments. El 13 de novembre, a l'Ateneo de Madrid una federació de republicans catalans i castellans presentaven una proposició de concessió d'"autonomia integral" per a Catalunya; Macià es manifestava amb una proclama independentista; Cambó va passar a controlar la campanya oficial liderant el Comitè Executiu i la comissió d'Acció Política de la Lliga que va redactar unes bases el 17 i 18 de novembre. El text es va aprovar pel ple del Comitè mixt Mancomunitat-Partits polítics el 25 de novembre, i el 29 era assumit pels parlamentaris catalans a Madrid i presentat al president del govern espanyol, García Prieto.
Puig i Cadafalch va ressaltar l'esforç de consens entre institucions catalanes, mentre Cambó començava la difusió a Madrid presentant-lo com "la solució autonomista del problema català".
Però la campanya en contra va estar intensa. La premsa s'hi va posar en contra. Cambó, irritat per la reacció, va presentar una interpel·lació a les Corts que va provocar una crisi institucional i la caiguda del govern Garcia Prieto el 5 de desembre de 1918, només un mes després d'haver estat constituït.
El resultat immediat fou l'inici d'una campanya anticatalana liderada per les cambres de la propietat, les diputacions i els centres regionals castellans que convoquen una manifestació a Madrid el 9 de desembre.
Quan es forma el nou govern, Cambó és acusat pels partits polítics de provocar la crisi. Cambó va pensar que l'únic camí era la seva sortida de les Corts i així li va comunicar al rei Alfons XIII. Immediatament, el nou president del govern, el comte de Romanones, va baixar la tensió i li va prometre la creació d'una comissió extraparlamentària per a estudiar urgentment el tema català.
Convençuts que la creació d'una comissió era un atzucac, la Mancomunitat va convocar una nova reunió de diputats i senadors el 21 de desembre on Marcel·lí Domingo va proposar crear una comissió permanent que redactés un text abans del 10 de gener de 1919. Cambó va intentar evitar-ho per a no tenir un enfrontament amb Madrid, però no li va ser possible.
Mentre la comissió governamental, presidida per Antoni Maura, va tenir redactat un text el 20 de gener, la comissió catalana havia acabat el 17 de gener i va ser consensuat amb els partits i els municipis entre el 24 i 25 de gener.

## Votació

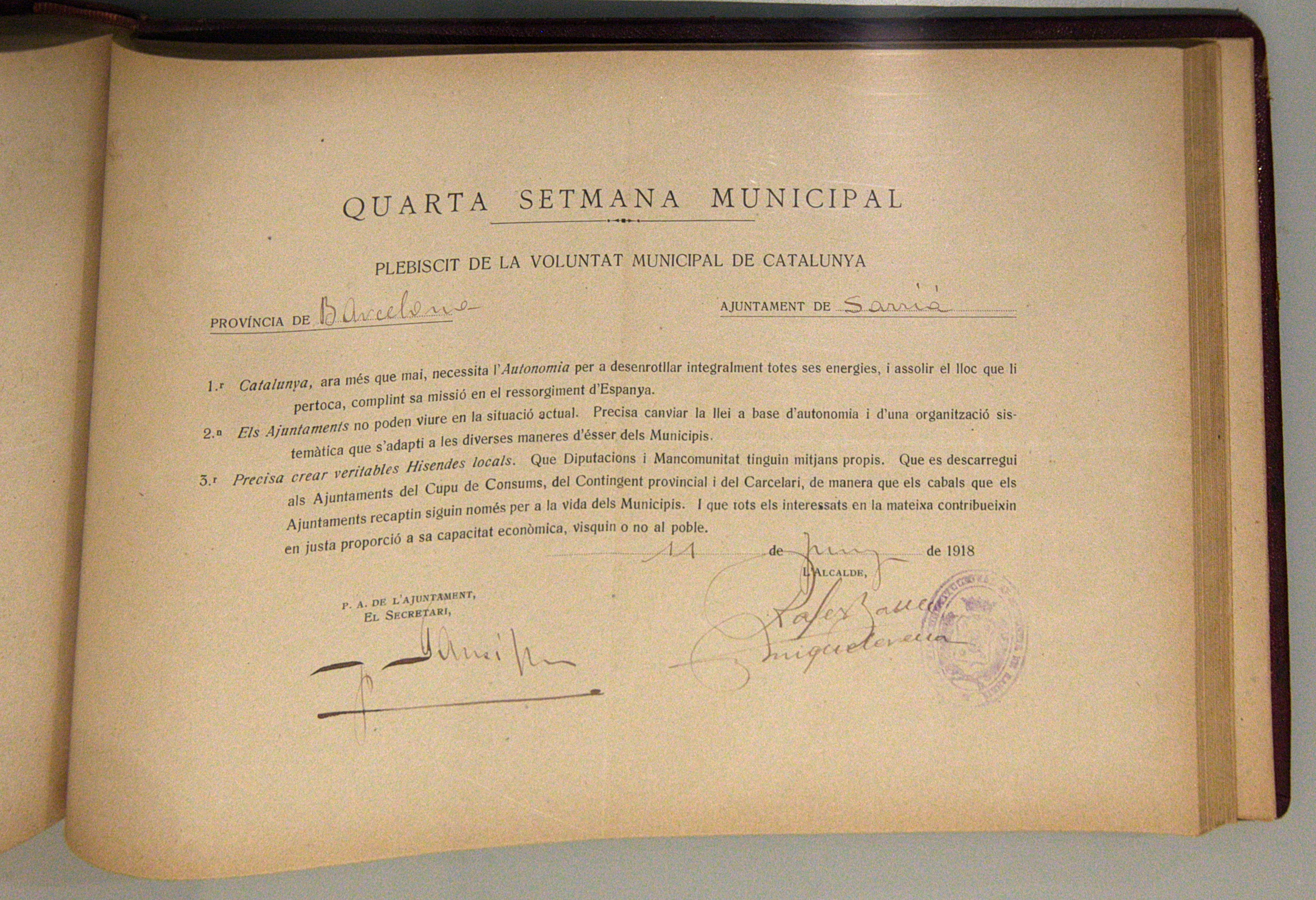
Llibre amb els plebiscits de la voluntat popular referendada pels representants municipals, en aquest exemple, del municipi de Sarrià

El 26 de gener, aquest projecte d'Estatut era ratificat en una cèlebre assemblea al Palau de la Música Catalana de Barcelona, que va reunir tots els representants municipals. Varen votar positivament 1.046 dels 1.072 municipis. També va comptar amb el suport d'unes quantes entitats cíviques i corporacions com el Centre Regionalista Andalús, el Futbol Club Barcelona, el Bloc Regionalista Castellà o el Club Sports Catalunya, a Mèxic.
El projecte es va enviar al Govern Espanyol per a la seva aprovació el 28 de gener de 1919 amb uns representants catalans per defensar-lo.

## Conseqüències
Cambó va ser esbroncat pels parlamentaris espanyols durant la seva defensa de la proposta catalana; va posicionar-se en contra del text del govern; a començament de febrer i, davant la frontal oposició de Madrid, Cambó va creure que els partits catalans havien de plantejar un ampli moviment de desobediència civil per fer reconsiderar la postura estatal. L'efervescència catalanista havia coincidit amb la radicalització del sindicalisme i la continuada inestabilitat social que es manifestava en esdeveniments com la vaga de la Canadenca, que portarien al tancament de la sessió de Corts el 27 de febrer. Tot plegat, la inquietud de la burgesia va portar a armar la milícia civil del sometent, i finalment, incapaç de destituir al capità general Joaquim Milans del Bosch després de la seva dura repressió, va caure el govern de Romanones el 15 d'abril de 1919 i la Lliga va abandonar les propostes d'estatuts i referèndums.

## L'estructura del text
L'estructura de l'Estatut d'Autonomia de Catalunya, aprovada per l'Assemblea de la Mancomunitat contenia:
- Declaració Preliminar

- Títol primer: Sobre el territori de Catalunya .
Inclou l'article número 1.
- Títol segon: Sobre els ciutadans catalans .
Inclou l'article número 2.
- Títol tercer: Sobre el Govern de Catalunya .
Inclou els articles número 3, 4 i 5.
- Títol quart : Les facultats pròpies i exclusives del poder regional .
Inclou els articles número 6 i 7.
- Títol cinquè : Sobre la intervenció del poder regional en matèria de lleis de regulació general .
Inclou els articles número 8 i 9, 10 i 11.
- Títol sisè : Sobre les finances regionals .
Inclou els articles número 12 i 13.
- Títol setè : Sobre el Parlament regional .
Inclou els articles entre número 16 a 29.
- Títol vuitè : Sobre el governador general i el poder de l'executiu regional .
Inclou els articles entre número 30 a 34.

- I una secció final Transitòria.